# Чеснокова, Елена
Елена Чеснокова (латыш. Jeļena Česnokova, 9 февраля 2000 года) — латвийская шашистка, специализирующаяся на международных шашках. Победитель командного чемпионата мира (2024) в составе сборной Латвии. Чемпионка мира 2023 года по быстрым шашкам. Тренер — Зоя Голубева. Шестикратная чемпионка Латвии по международным шашкам среди женщин (2014, 2015, 2016, 2017, 2018, 2019 годы), серебряный (2013) и бронзовый призёр (2012). Бронзовый призёр Чемпионата Латвии по международным шашкам среди мужчин (2015). В 2019 году стала чемпионом Латвии среди мужчин. Мастер ФМЖД (MF) и Международный мастер среди женщин (MIF). FMJD-Id: 16845.

## Спортивная биография
Многократный победитель и призёр мировых и европейских первенств среди девушек. Впервые заявила о себе выиграв первенство мира среди девушек до 16 лет (2013, Франция) в 13 лет, будучи самой юной участницей. Чемпионка Европы до 19 лет 2018 года.
Заняла 4 место на Командном чемпионате Европы по международным шашкам среди женщин 2014 года в блице (вместе с Зоей Голубевой и Зоей Увачан) и на мужском чемпионате страны 2013 года.
В 2017 году на Командном чемпионате Европы, который проходил в Вильнюсе (Литва), заняла 3 место в составе сборной Латвии. Также в Вильнюсе в составе команды выиграла бронзовые медали в блиц и стала чемпионкой в быстрой программе.
Участница Всемирных Интеллектуальных Игр 2016 года (суперблиц — 10 место, блиц — 11 место, рапид — 14 место), Чемпионата Европы по международным шашкам среди женщин (2015 (рапид) — 6 место).
В 2016 году на мужских гроссмейстерских турнирах дважды вошла в десятку сильнейших: заняла 5 место в Минске и 10-е в Риге. В 2017 году стала 3-й на мужском открытом турнире в Минске, а в 2018 году выиграла международный турнир в Риге.
На чемпионате мира с классическим контролем времени в 2017 году заняла 6 место, а в 2021 году на аналогичном чемпионате мира заняла 7 место.
В 2019 году на личном чемпионате Европы по блицу, который проходил в Израиле, завоевала серебряную медаль.
В 2022 году завоевала серебро на личном чемпионате мира по блицу в Риге.  В этом же году на командном чемпионате мира, который проходил в Турции, в составе сборной Латвии заняла 2 место в блице и 3 место в быстрой программе.
В 2023 году выиграла этап Кубка мира в польском Юлинеке и там же стала чемпионкой мира (впервые в карьере среди взрослых) в быстрые шашки.
В 2024 на командном чемпионате мира в Португалии в составе сборной Латвии (Елена Чеснокова, Алиса Мизане, Мальвина Мизане) стала чемпионкой мира с классическим контролем времени.

## Личная жизнь
Родилась и закончила школу в Риге. С 2019 года училась в ВШЭ в Санкт-Петербурге, также в Университете Наварры в Испании, с 2023 года учится в Магистратуре Болонского университета в Италии, специальность - экономика.
Тренируется у Зои Голубевой в ДЮЦ «Болдераи».